# Catedral de Nuestra Señora de la Candelaria (Valle de la Pascua)
La Catedral de Nuestra Señora de la Candelaria también llamada Catedral de Valle de la Pascua es el nombre que recibe un edificio religioso que pertenece a la Iglesia católica y se encuentra ubicado en el casco central e histórico entre las calles Atarraya y Guasco frente a la Plaza Bolívar de la localidad de Valle de la Pascua en el Municipio Leonardo Infante del Estado Guárico en los llanos centrales del país sudamericano de Venezuela.
Se trata de un templo que sigue el rito romano o latino y funciona como la sede de la Diócesis de Valle de la Pascua (Dioecesis Vallispaschalensis) que es sufragánea de la Arquidiócesis de Calabozo (Archidioecesis Calabocensis). Está bajo la responsabilidad pastoral del obispo Ramón José Aponte Fernández.
El edificio actual de estilo barroco data de 1955, y sustituyó un edificio previo con influencia francesa.